# Réserve naturelle de Røysa
La Réserve naturelle de Røysa  est une aire protégée norvégienne qui est située dans le municipalité de Larvik, dans le comté de Vestfold.

## Description
La réserve naturelle de 0,386 km2 a été créée en 2002. Røysa est située du côté est du lac Farris, au nord-ouest de Kvelde. Un kilomètre et demi plus au nord se trouve la réserve naturelle de Middagskollen. A deux kilomètres et demi au sud-est se trouve la réserve naturelle de Jordstøyp.
La zone de conservation est variée et peu affectée par l'exploitation forestière. Au nord de la réserve, il y a une vieille forêt de pin sylvestre. Dans la réserve, il y a aussi de vieux arbres de tremble, d'érable, d'orme de montagne, de tilleul à petites feuilles et de frêne élevé. Dans les zones où le sol est meilleur, les vieilles forêts d'épicéa commun poussent et le bois d'épicéa mort est abondant.
Røysa est en soi une petite zone, mais les vieux chênes et la découverte d'espèces intéressantes rendent la zone régionalement digne de conservation.